# Bratovoești
Bratovoești est une commune roumaine située dans le județ de Dolj.